# 新疆生产建设兵团第二师三十团
新疆生产建设兵团第二师三十团是中华人民共和国新疆生产建设兵团第二师下辖的一个团，与新疆维吾尔自治区铁门关市双丰镇实行“团镇合一”的管理体制。

## 行政区划
新疆生产建设兵团第二师三十团下辖以下单位：
双丰社区、一连、二连、三连、四连、五连、六连、七连、八连、九连、十连、园一连、园二连、园三连、园五连、园六连、畜管站生活区。